# SKD Stratos
SKD Stratos (dříve Iveco Stratos) je minibus/midibus, který byl vyráběn firmou SKD Trade v Dolních Bučicích na podvozku nákladního automobilu Iveco Daily. Do roku 2011 jej vyráběla v Čáslavi královéhradecká firma Stratos Auto (odtud název vozidla), jejíž autobusovou divizi zakoupila právě společnost SKD Trade. Minibus Stratos byl v roce 2017 nahrazen typem Dekstra.

## Vyráběné varianty

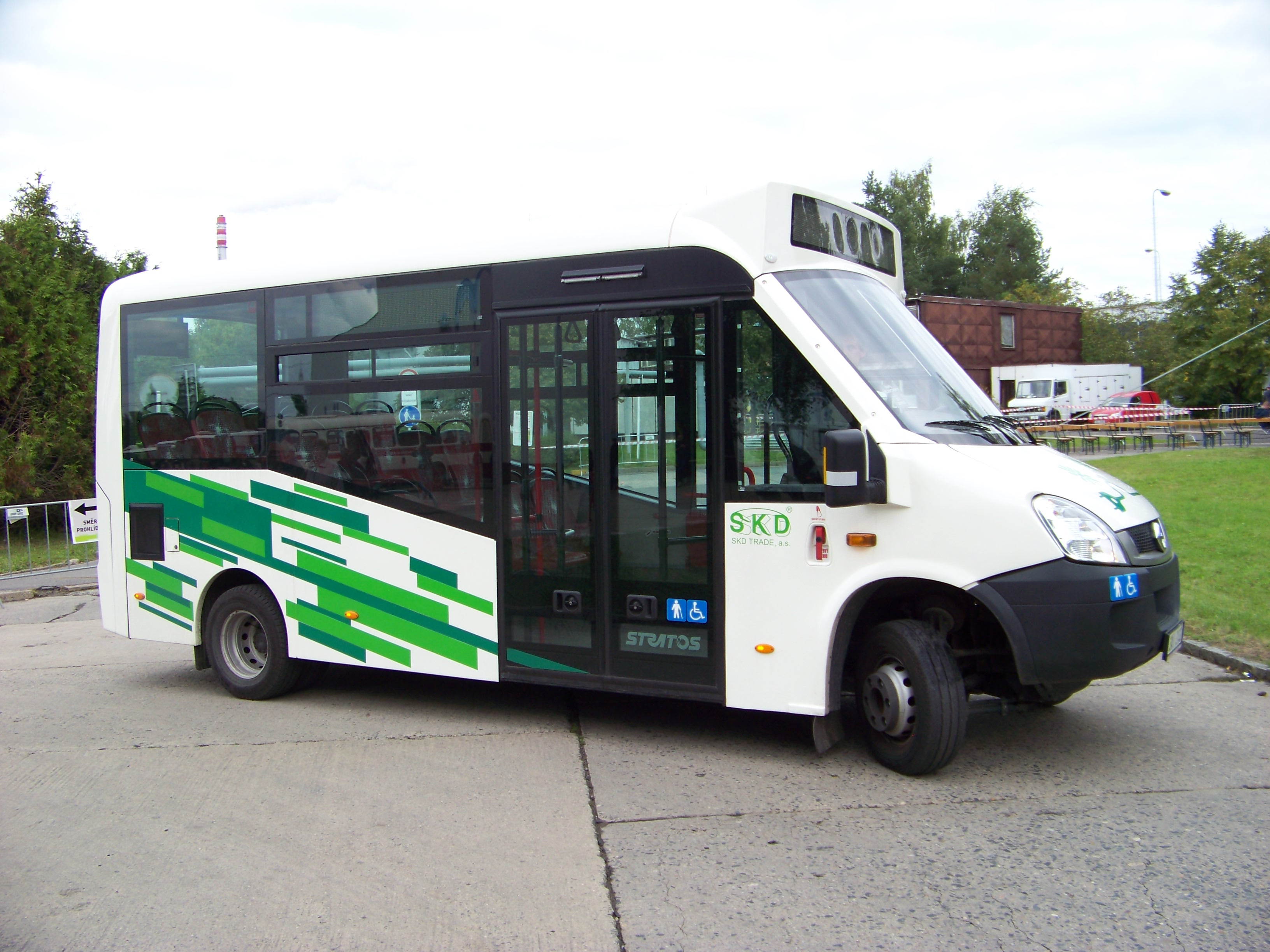
Prototyp elektrobusu SKD Stratos LE 30e

Jedním z dopravců, kteří zakoupili před rokem 2011 Iveco Stratos, byla společnost ČSAD Havířov, která si v roce 2009 pořídila linkovou verzi L 27 s pohonem na CNG. SKD vyráběla meziměstské minibusy ve variantách L 37 Tour (základní), L 37, L 29 a low entry verze LE 37 a LE 29, vždy v dieselovém i CNG provedení. Číslo v označení varianty udává maximální obsaditelnost včetně řidiče.
V roce 2012 vznikla městská, zcela nízkopodlažní varianta Stratosu s označením LF 38, jejíž první vozy byly dodány do Tábora. V letech 2013–2014 zakoupil 10 těchto vozů také Dopravní podnik města Brna. Pro městský provoz bylo možné využít i low entry verze LE 37 a LE 29.
Dalšími vyráběnými variantami byl turistický Stratos F 25 a dálkový luxusní Stratos Lux 20.
V roce 2012 představil výrobce SKD prototyp elektrobusu Stratos LE 30e v částečně nízkopodlažním provedení a s asynchronním motorem o výkonu 84 kW.
| Model  | Délka    | Šířka    | Výška    | Rozvor   | Přední převis | Zadní převis | Počet dveří                         | Míst k sezení | Míst k stání |
| ------ | -------- | -------- | -------- | -------- | ------------- | ------------ | ----------------------------------- | ------------- | ------------ |
| L 37   | 7 765 mm | 2 340 mm | 2 850 mm | 4 350 mm | 995 mm        | 2 420 mm     | 1 provozní + 1 nouzové / 2 provozní | 29 / 24       | 7 / 12       |
| LE 37  | 7 765 mm | 2 340 mm | 2 850 mm | 4 350 mm | 995 mm        | 2 420 mm     | 2                                   | 24            | 12           |
| LF 38  | 7 560 mm | 2 150 mm | 2 850 mm | 4 350 mm | 995 mm        | 2 215 mm     | 2                                   | 14            | 23           |
| LE 30e | 6 870 mm | 2 170 mm | 2 910 mm | 4 350 mm | 995 mm        | 1 525 mm     | 1                                   | 15            | 14           |